# Alfons Ślusarski
Alfons Ślusarski (23 de enero de 1942) es un deportista polaco que compitió en remo. Es hermano del también remero Zbigniew Ślusarski.
Ganó dos medallas en el Campeonato Mundial de Remo, plata en 1970 y bronce en 1974, y una medalla de bronce en el Campeonato Europeo de Remo de 1971.

## Palmarés internacional
| Campeonato Mundial | Campeonato Mundial      | Campeonato Mundial | Campeonato Mundial |
| Año                | Lugar                   | Medalla            | Prueba             |
| ------------------ | ----------------------- | ------------------ | ------------------ |
| 1970               | St. Catharines (Canadá) | Medalla de plata   | Dos sin timonel    |
| 1974               | Lucerna (Suiza)         | Medalla de bronce  | Dos sin timonel    |
| Campeonato Europeo |                         |                    |                    |
| Año                | Lugar                   | Medalla            | Prueba             |
| 1971               | Copenhague (Dinamarca)  | Medalla de bronce  | Dos sin timonel    |